# Johann Staud
Johann Staud (* 22. Mai 1882 in Rohosna, Böhmen; † 2. Oktober 1939 im KZ Flossenbürg, Deutschland) war christlichsozialer österreichischer Politiker und in der Zeit der Ständestaatsdiktatur Präsident des von ihr initiierten Gewerkschaftsbunds.

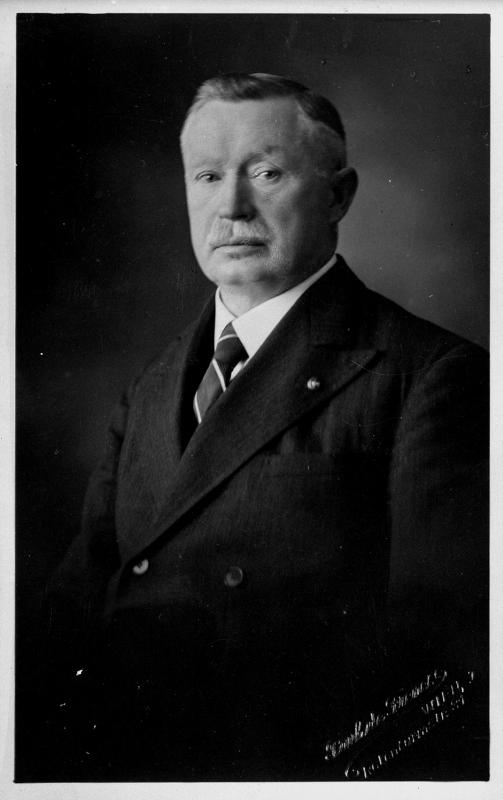
Johann Staud

## Leben
Johann Staud, unehelicher Sohn der ostböhmischen Bauernmagd Johanna Staud, wuchs in Nursch bei Großmugl, Niederösterreich, in sehr einfachen Verhältnissen auf. An der Universität zu studieren war ihm aus finanziellen Gründen nicht möglich. Er lernte in Wien-Leopoldstadt das Schuhmacherhandwerk. Nach der Lehrzeit trat Staud in den Katholischen Gesellenverein ein und richtete sein Leben nach den Regeln Adolph Kolpings aus.
Die Jahre um die Jahrhundertwende ging er auf Wanderschaft, vor allem entlang des Rheins, und nutzte die Zeit für autodidaktische Fortbildung. In Duisburg fand er Arbeit und erhielt eine Funktion im dortigen christlichen Lederarbeiterverband. Dort sammelte er organisatorische Erfahrungen, die er nach seiner Rückkehr nach Wien 1908 beim Verband der christlichen Schuharbeiter einsetzen konnte. 1909 bis 1934 war er dessen Obmann und führte straffe Vereinsarbeit ein, wie er sie in Deutschland kennengelernt hatte. 1912 heiratete er Sophie Kratzel aus Freiwaldau, mit der er den Sohn Alfred († 1945) bekam.
Im Ersten Weltkrieg wurde Staud 1915 an die russische Front eingezogen. Nach einer schweren Beinverletzung kam er nicht mehr zum Kampfeinsatz. Nach dem Krieg versuchte er die christliche Lederarbeitergewerkschaft wieder aufzubauen, diese blieb aber mit rund 400 Mitgliedern vergleichsweise sehr klein. Von größerer Bedeutung war die Textilarbeitergewerkschaft, zu deren Obmann Staud 1922 gewählt wurde.
Staud wurde früh enger Mitarbeiter des christlichen Arbeiterführers Leopold Kunschak und 1927 Sekretär der Zentralkommission der Christlichen Gewerkschaften.
In der Ständestaatsdiktatur wurde Staud 1934 zum Leiter der neu gebildeten Einheitsgewerkschaft, des Gewerkschaftsbunds der österreichischen Arbeiter und Angestellten, bestimmt. 1930 bis 1936 fungierte er weiters als Bundesführer des gegen die „Linken“ agierenden Freiheitsbundes. Im autoritären Ständestaat arbeitete der Freiheitsbund eng mit der Einheitsgewerkschaft zusammen und hatte dadurch erheblichen Einfluss auf die Vergabe von Funktionärsposten.
Das programmatische Ziel des Freiheitsbundes war primär ein gegen die Sozialdemokratie gerichtetes. Der Freiheitsbund verstand sich als Instrument des Kampfes gegen die „Linke“. Im Gegensatz zur Heimwehr verstand er sich zugleich als Mittel zum Kampf für Demokratie. Staud war jener Politiker, der die christlichsoziale Arbeiterbewegung in den Jahren des autoritären Ständestaates am stärksten bestimmte.
Staud wurde 1934 auch die Leitung der größten und wichtigsten Arbeiterkammer, jener für Niederösterreich und Wien, übertragen.
Die staatlich verordnete Einheitsgewerkschaft unter Staud konnte den fortschreitenden Sozialabbau und die Beschneidung der Rechte der Arbeiter und Angestellten nicht verhindern. Dennoch wuchs die Gewerkschaft, von der Diktatur entsprechend forciert, auf über 400.000 Mitglieder an und wurde von den anderen europäischen Gewerkschaften im Jahr 1935 als legitim anerkannt.
Als Vertreter der Unselbständigen in der Berufsgruppe Industrie und Bergbau war Staud ab 1. November 1934 Mitglied des Bundeswirtschaftsrates und wurde von diesem in den Bundestag entsandt. Diesen beiden Gremien gehörte er bis 12. März 1938 an.
Staud und seine Mitstreiter, darunter der spätere Bundeskanzler Josef Klaus, übernahmen innerhalb des gleichgeschalteten politischen Systems die Rolle einer „loyalen Opposition“, die versuchte, sich für Rechte der Arbeitnehmer und mehr Demokratie einzusetzen. Die christlich dominierte Gewerkschaft trat damit innerhalb der Systemgrenzen hinter den Kulissen gegen Entscheidungen der austrofaschistischen Regierung auf, konnte und wollte aber keine Opposition gegen das politische System als solches darstellen. Die christliche Arbeiterbewegung opponierte laut Anton Pelinka „im System gegen bestimmte Tendenzen des Systems. Sie verweigerte sich jedoch allen Richtungen, die eine Opposition zum System vertraten“. 1936 wurde Staud in den kurzlebigen Führerrat der Vaterländischen Front berufen.
Staud wurde als entschiedener Gegner des Nationalsozialismus betrachtet. Dennoch nahm er 1936 vom deutschen Botschafter in Wien, Franz von Papen, „nicht unerhebliche geheime Geldzuwendungen“ entgegen. Der Botschafter berichtete Hitler, er habe „den prominenten Funktionär des Ständestaates für seine Politik eines Anschlusses der kleinen Schritte“ gewinnen können. „Papen finanzierte somit eine Gruppe des Regierungslagers, deren Stärkung indirekt zur Schwächung seines (damaligen) Hauptgegners, nämlich Starhembergs, führen sollte“.
Schuschnigg sagte eine Woche vor dem „Anschluss“ einem Komitee von Betriebsräten von 14 der größten Wiener Unternehmen zu, dass sie wieder Funktionen in einer freien Gewerkschaftsbewegung erhalten sollten und beauftragte Staud mit den Verhandlungen über die Modalitäten. Diese Verhandlungen führten aber zu keinem Ergebnis. Staud war der Ansicht man schaffe es auch ohne die Sozialisten die Unabhängigkeit Österreichs zu bewahren.

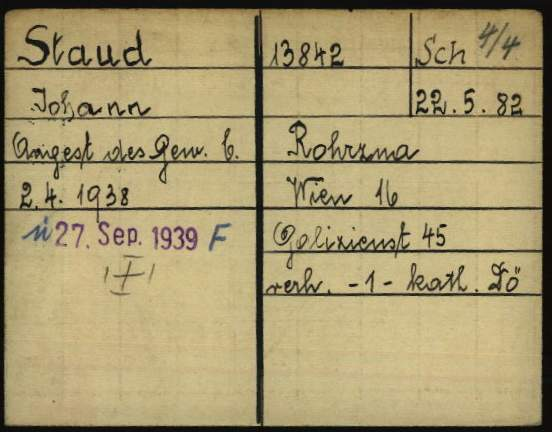
Registrierungskarte von Johann Staud als Gefangener in nationalsozialistischen Konzentrationslager Dachau

Staud wurde schon am Morgen des 12. März 1938, beim „Anschluss“ Österreichs an das Deutsche Reich, verhaftet und Ende März mit dem ersten Österreicher-Transport ins KZ Dachau gebracht. Die Enthaftung wurde von der Wiener Staatsanwaltschaft wegen angeblicher „kommunistischer Umtriebe“ abgelehnt.

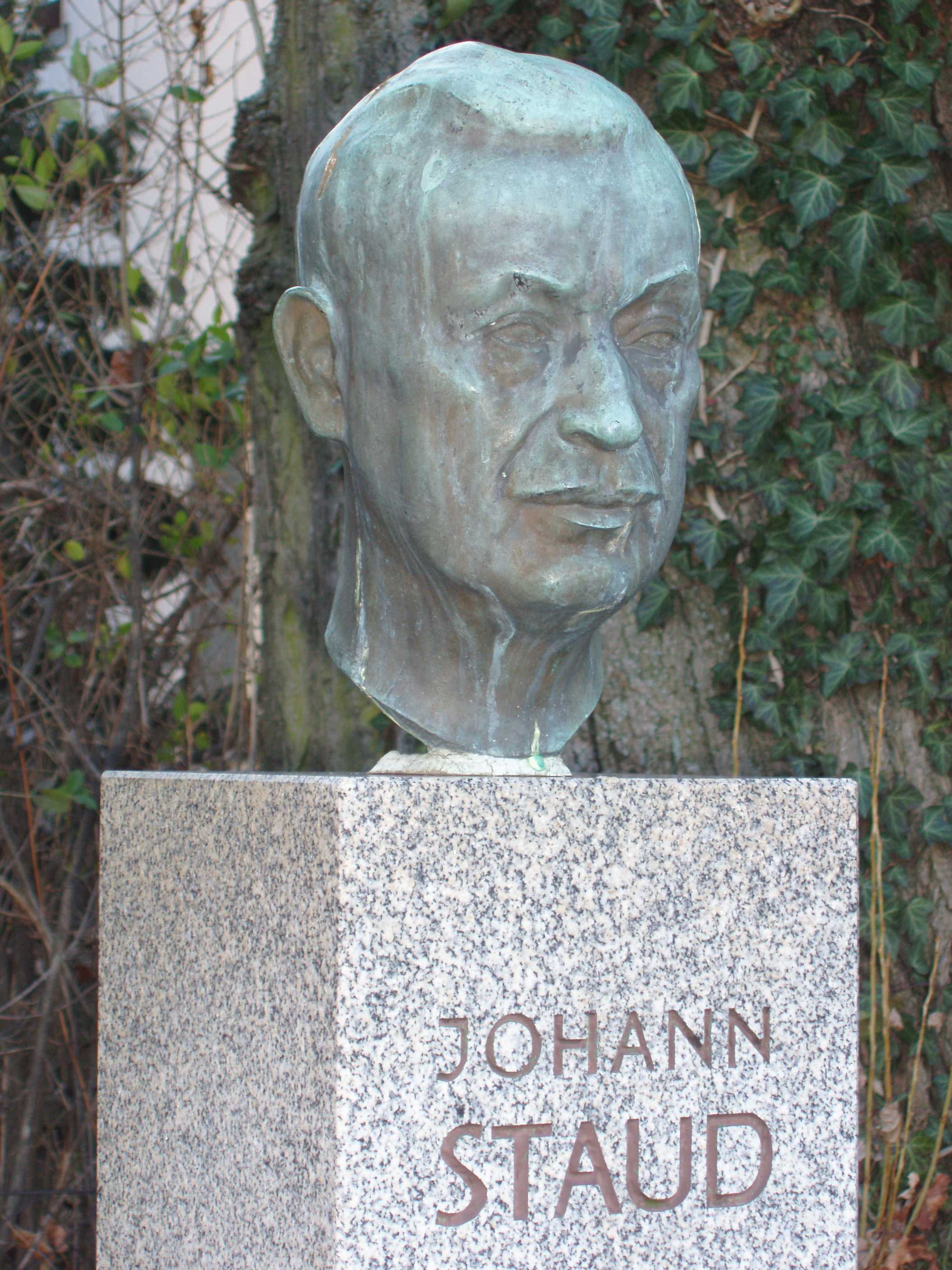
Denkmal für Johann Staud an der Johann-Staud-Straße in Wien-Ottakring

Im Herbst 1939 wurde er in das KZ Flossenbürg verlegt, wo er am 2. Oktober 1939 „als Folge der Strapazen des Konzentrationslagers“ starb. Nach einem anstrengenden Fußmarsch versagte sein durch die Gefangenschaft geschwächtes Herz. Am Morgen fanden ihn Mithäftlinge tot auf seinem Lager.

## Würdigung
Im Jahr 1949 wurde die Steinhofstraße in Wien-Ottakring ihm zu Ehren in Johann-Staud-Straße umbenannt. Am Pönningerweg in Ottakring wurde 1994 außerdem eine Johann-Staud-Büste enthüllt.